# Каменецкий, Самуил Ефимович
Самуи́л Ефи́мович Камене́цкий (2 августа 1923, Буй, Костромская губерния — 17 августа 2008, Москва) — советский и российский учёный, физик, доктор педагогических наук, профессор, создатель научной школы методистов-физиков, автор учебников и учебных пособий по физике.

## Биография

### Детство и юность
Самуил Ефимович Каменецкий родился 2 августа 1923 года в городе Буй Костромской области в семье служащего. Через несколько лет семья переехала в город Орёл, где он окончил начальную школу. В 1933 году семья переехала в Москву. В июне 1941 года С. Е. Каменецкий закончил среднюю школу № 212, а в июле 1941 года, до достижения 18 лет, он был призван в ряды Красной армии и направлен на учёбу в Челябинское высшее военное авиационное училище штурманов (сегодня — ЧВВАКУШ).

### Учёба и работа
Через год, после окончания курса обучения, учитывая высокий уровень знаний, С. Е. Каменецкий был оставлен в училище на должности старшего преподавателя авиасвязи. Он активно участвовал в подготовке высококвалифицированных специалистов для фронта. В 1944 году стал членом ВКП(б). Преподавал в училище до 1946 года, в котором был демобилизован. Награждён медалью «За победу над Германией в Великой Отечественной войне 1941—1945 гг.» и в дальнейшем — рядом юбилейных медалей.
В 1946 году С. Е. Каменецкий осуществил свою мечту — поступил на физический факультет МГУ имени М. В. Ломоносова, который окончил с отличием в 1952 году по специальности радиофизика. Во время обучения был старостой курса и членом студенческого партбюро.
Несмотря на то, что после окончания университета С. Е. Каменецкий по распределению был направлен в Институт физических проблем АН СССР, он был вынужден продолжить работу учителем физики в московской школе № 212, в которой начал преподавать ещё будучи студентом.
Преподаватель физики Самуил Ефимович Каменецкий — полная противоположность Репухову. Невысокого роста, предрасположенный к полноте, с темными гладкими волосами, опрятно лежавшими на крупной голове, необычайно подвижной и энергичный, он появился в школе позже Репухова. Раньше он служил в авиации штурманом. Каменецкий сумел завлечь ребят в кружок физики и добился оборудования хорошего лабораторного класса.

Самуил Ефимович отличался большой эрудицией, веселым нравом и был отличным собеседником. Поэтому часто после окончания занятий многих из нас можно было видеть в его кабинете, где разгорались жаркие дискуссии на различные темыВ. Н. Волков
В школе проявил себя как авторитетный специалист, очень быстро стал районным методистом по физике и членом УМО по физике Министерства просвещения РСФСР.
Желание заниматься наукой его не оставляло, и в 1954 году С. Е. Каменецкий поступил на заочное отделение аспирантуры Института методов обучения Академии педагогических наук РСФСР. В 1960 году ему была присвоена учёная степень кандидата педагогических наук.
В день защиты кандидатской диссертации выдающийся ученый-методист, автор школьных учебников по физике А. В. Пёрышкин предложил С. Е. Каменецкому стать преподавателем кафедры, которой он руководил в Московском городском педагогическом институте имени В. П. Потёмкина. С октября 1959 года С. Е. Каменецкий — ассистент кафедры методики физики указанного института, при этом он продолжал работать учителем в школе.

### Научно-педагогическая деятельность
В 1960 году после слияния двух ВУЗов — Московского городского педагогического института имени В. П. Потёмкина и Московского государственного педагогического института им. В. И. Ленина (МГПИ им. В. И. Ленина, в настоящее время — МПГУ) С. Е. Каменецкий стал преподавателем физического факультета МГПИ. С 1963 года — доцент кафедры методики преподавания физики. В период с 1965 по 1975 годы С. Е. Каменецкий был деканом факультета. Через несколько лет после его назначения на эту должность физический факультет занял первое место в институте.
В 1979 году С. Е. Каменецкий защитил диссертацию на соискание учёной степени доктора педагогических наук, в 1980 году получил учёное звание профессора. В 1994 году ему присвоили звание «Почётный профессор МПГУ».
В период 1975—2000 гг. С. Е. Каменецкий — заведующий кафедрой методики преподавания физики. Все эти годы на кафедре велась большая научно-исследовательская работа по актуальным направлениям, вырос научный потенциал преподавателей. Вокруг кафедры сформировалась педагогическая общественность — те, кто занимался развитием теории и методики обучения физике как в средней школе, так и в высших учебных заведениях.
После введения в Российской Федерации двухуровневой системы высшего образования С. Е. Каменецкий в 1996 году разработал первые в стране учебные планы подготовки бакалавров и магистров, по которым в МПГУ стала проводиться подготовка педагогов-физиков.
В 2000 году под руководством С. Е. Каменецкого коллективом специалистов был разработан Федеральный государственный образовательный стандарт высшего педагогического образования по специальности 03.22.00 (модернизирован в 2005 году).
С. Е. Каменецкий являлся председателем учебно-методической комиссии по физике УМО по специальностям в области педагогического образования.
Был многолетним председателем Специализированного совета по защите кандидатских диссертаций по методике обучения физике. По его инициативе в 1997 году в МПГУ был создан Специализированный совет по защите докторских диссертаций по той же специальности, председателем которого С. Е. Каменецкий был до 2008 года.
С. Е. Каменецкий — создатель научной школы методистов-физиков. Подготовил более 80 кандидатов и около 20 докторов педагогических наук, в том числе представителей союзных республик СССР, ряда социалистических стран, Афганистана и др. Многие из них впоследствии стали ректорами и проректорами ВУЗов, заведующими кафедрами.
Под руководством С. Е. Каменецкого были созданы учебники и учебные пособия для школьников, учителей физики, методистов, студентов и преподавателей педагогических вузов. Среди них — полный учебно-методический комплект учебников из пяти книг для студентов — будущих учителей физики.
Являлся инициатором, создателем и главным редактором журнала «Наука и школа», издаваемого с 1996 года. Сегодня «Наука и школа» является одним из наиболее авторитетных научно-педагогических изданий по предметам и наукам, изучаемым в средней и высшей школе. Высокой оценкой журнала стало включение его в Перечень ведущих журналов и изданий ВАК РФ.
С. Е. Каменецкий — автор более 300 научно-методических работ по различным аспектам теории и методики обучения физике в школе.
В последние годы работы и жизни С. Е. Каменецкий написал автобиографическую повесть «Прожитые годы…», в которой он рассказал о родителях, своей семье, службе в армии, о годах труда и творчества. С особой теплотой — о друзьях, учениках и коллегах.

### Семья
- Жена — Каменецкая Муся Яковлевна (1925—2022), врач.
- Дочь — Каменецкая Маргарита Самуиловна (род. 1948), кандидат физико-математических наук.
- Дочь — Каменецкая Татьяна Самуиловна (род. 1954), учитель физики, методист библиотеки.
- Внучка — Лоскутова Ирина Мироновна (род. 1970), доктор социологических наук.
- Правнук — Лоскутов Александр Фёдорович (род. 1993), кандидат педагогических наук.
- Правнук — Лоскутов Максим Фёдорович (род. 2008).

### Комментарии
1. ↑  Одним из учеников был будущий лётчик-космонавт СССР № 20 Владислав Николаевич Волков. В своей книге «Шагаем в небо» В. Н. Волков очень тепло отзывается о своем учителе физики С. Е. Каменецком.

## Публикации
- Каменецкий С. Е. Применение аналогий в курсе физики средней школы : Автореферат диссертации на соискание ученой степени кандидата педагогических наук по методике физики. — Москва: Акад. пед. наук РСФСР. Науч.-исслед. ин-т методов обучения, 1959. — 13 с.
- Блудов М. И., Давыдовский Г. П., Каменецкий С. Е. и др. Физика: Механика. Молекулярная физика и теплота. Пособие для учителя. — М.: Просвещение, 1968. — 328 с.
- Шахмаев Н. М., Каменецкий С. Е. Демонстрационные опыты по электричеству. Пособие для учителя. — М.: Учпедгиз, 1963. — 328 с.
- Каменецкий С. Е., Орехов В. П. Методика решения задач по физике в средней школе. Пособие для учителей. — М.: Просвещение, 1971. — 448 с.
- Каменецкий С. Е., Пустильник И. Г. Электродинамика в курсе физики средней школы : Пособие для учителей. — М.: Просвещение, 1977. — 125 с.
- Каменецкий С. Е. Проблемы изучения основ электродинамики в курсе физики средней школы : диссертация на соискание ученой степени доктора педагогических наук. — Москва, 1978. — 366 с.
- Каменецкий С. Е., Солодухин Н. А. Модели и аналогии в курсе физики средней школы : Пособие для учителей. — М.: Просвещение, 1982. — 96 с.
- Каменецкий С. Е., Овчинников О. Ю., Смирнов А. В. Концепция развития учебно-материальной базы кабинета физики, обеспечивающего современные технологии обучения: Отчет о научно-исследовательской работе ВНТК «Кабинет физики». — М.: Союзвузприбор, 1990. — 846 с.
- Каменецкий С. Е., Назаров Н. Н., Смирнов А. В. Современный школьный физический кабинет. — Физика в школе, №2, 1994.
- Каменецкий С. Е. и др. Теория и методика обучения физике в школе. Общие вопросы : Учеб. пособие для студентов пед. вузов по специальности 032200 - физика / Под ред. С.Е. Каменецкого, Н.С. Пурышевой. — М.: Academia, 2000. — 365 с. — ISBN 5-7695-0327-0.
- Каменецкий С. Е. и др. Теория и методика обучения физике в школе. Частные вопросы : Учеб. пособие для студентов высш. пед. учеб. заведений, обучающихся по специальности "Физика" / Под ред. С. Е. Каменецкого. — М.: Academia, 2000. — 380 с. — ISBN 5-7695-0579-6.
- Каменецкий С. Е. Формы обучения физике: традиции, инновации / С. Е. Каменецкий, В. В. Михайлова; М-во образования Рос. Федерации. Башк. гос. ун-т. — Уфа: Башк. ун-т, 2001. — 165 с. — ISBN 5-7477-0549-0.
- Каменецкий С. Е. и др. Лабораторный практикум по теории и методике обучения физике в школе : Учеб. пособие для студентов вузов, обучающихся по специальности 032200 - Физика / Под ред. С. Е. Каменецкого и С. В. Степанова. — М.: Academia, 2002. — 301 с. — ISBN 5-7695-0580-X.
- Каменецкий С. Е. •	Основная образовательная программа (ООП) высшего образования ФГБОУ МПГУ: направление подготовки 44.03.01 Педагогическое образование, профиль подготовки «Физика», квалификация (степень) – бакалавр / Под ред. С. Е. Каменецкого. — М.: Прометей, 2005. — 344 с.
- Каменецкий С. Е. Теория и методике обучения физике в школе: педагогическая практика / Под ред. С. Е. Каменецкого. — М.: Прометей, 2006. — 450 с.